# Erodium acaule

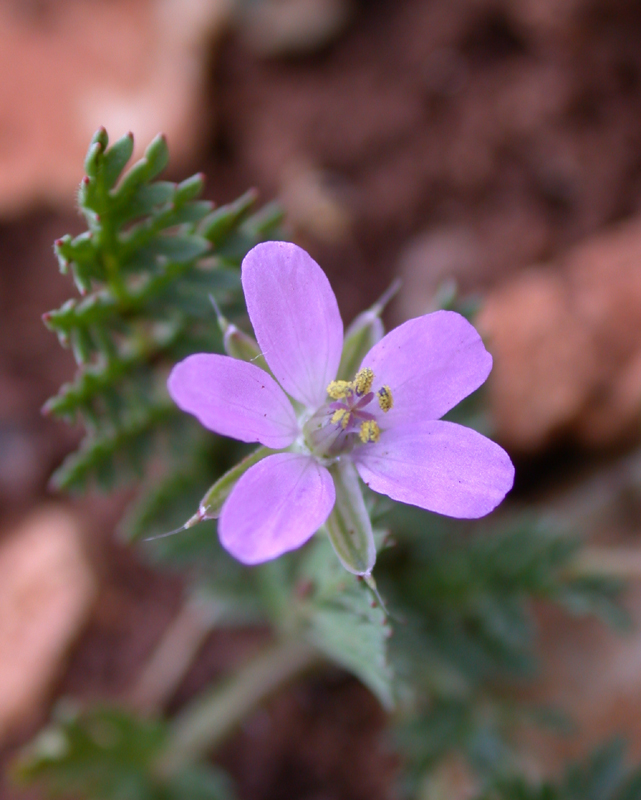
Гребельці безстебельні

Грабельки безстебельні — вид рослин родини Журавцевих.

## Поширення
Поширений у Провансі, Франція.
Знайдено в наступних країнах і регіонах:
- Африка Північна Африка: Алжир;
- Азіатсько-Помірний регіон, Західна Азія:Ліван, Сирія, Палестина, Туреччина;
- Європа (Південно-Східна Європа): Греція, Італія, Крит, Сицилія, Туреччина в Європі;
- Південно-Західна Європа:Франція, Португалія, Сардінья, Іспанія.[3]

## Опис
Багаторічник, гостролистий, 15-25 см заввишки. Волоски притиснуті. Корінь вертикальний, здерев'янілий. Листки розоподібні, ланцетно-довгасті, розпростерті по ґрунту, перисто-розсічені. Сегменти сидячі, видовжено-яйцеподібні, перистолопатеві, в коротких і гострих смужках. Квітки 1,5 см в діаметрі, яскраво-рожеві. Пелюстки рівні, в 2-3 рази довші за чашечку, закруглені на верхівці. Дзьобик плодів 4–5 см завдовжки.

## Таксономія
Належить до Еукаріотів, царства рослини, підцарство Судинні рослини, клада Покритонасінні, клада Евдикоти, клада Розиди, ряд Геранієві, родина Журавцеві, рід Грабельки.